# 舍夫琴科韋 (尼科波爾區)
舍夫琴科韋（烏克蘭語：Шевченкове），是烏克蘭中部第聶伯羅彼得羅夫斯克州尼科波爾區的村落，處於巴扎夫盧克河畔，分別距離洛什卡里夫卡3公里和克魯季別列格1公里，海拔高度40米，2001年人口453。